# Corallancyla
Corallancyla is een kevergeslacht uit de familie van de boktorren (Cerambycidae). De wetenschappelijke naam van het geslacht werd voor het eerst geldig gepubliceerd in 1960 door Tippmann.

## Soorten
Corallancyla omvat de volgende soorten:
- Corallancyla durantoni Peñaherrera & Tavakilian, 2003
- Corallancyla neotropica Tippmann, 1960